# یواس‌اس پی‌سی‌اس-۱۳۷۶
یواس‌اس پی‌سی‌اس-۱۳۷۶ (به انگلیسی: USS PCS-1376) یک کشتی بود که طول آن ۱۳۶ فوت (۴۱ متر) بود. این کشتی در سال ۱۹۴۳ ساخته شد.